# Новий (Волгоградська область)
Новий (рос. Новый) — хутір у Палласовському районі Волгоградської області Російської Федерації.
Населення становить 66 осіб. Входить до складу муніципального утворення Кайсацьке сільське поселення.

## Історія
Хутір розташований у межах українського історичного та культурного регіону Жовтий Клин.
Згідно із законом від 30 грудня 2004 року № 982-ОД органом місцевого самоврядування є Кайсацьке сільське поселення.

## Населення
| 2010 |
| ---- |
| 66   |